# Якубов, Адыл
Адыл Якубов (20 октября 1927 года, в селе Карнак — 21 декабря 2009, Ташкент, Узбекистан) — узбекский советский писатель, драматург, Народный писатель Узбекской ССР (1985), лауреат Государственной премии Узбекской ССР имени Хамзы (1977), академик.

## Биография
Родился в селе Карнак (Туркестанская область), расположенном в 25 км от города Туркестан и 12 км на запад от города Кентау, ныне Туркестанская область Республики Казахстан. Отец Эгамберды Якубов был служащим и членом ВКП(б), репрессирован. До ареста отца в октябре 1937 года, жил и учился в русской школе в Туркестане. 
В 1945 году, окончив среднюю школу,  ушёл добровольцем на фронт. После окончания войны, до 1951 года проходил долгую воинскую службу в городе Порт-Артур, ныне город Далянь (КНР). Участник Великой Отечественной войны.
В 1956 году с отличием окончил филологический факультет Среднеазиатского государственного университета (ныне — Национальный университет Узбекистана) по специальности «Русская филология».
Работал консультантом в Союзе писателей Узбекистана. Дважды становился специальным корреспондентом «Литературной газеты» по Узбекистану, главным редактором киностудии «Узбекфильм» и Государственного комитета по кинематографии, заместителем главного редактора в издательстве литературы и искусства имени Гафура Гуляма. В 1981-1986 годах работал главным редактором газеты «Узбекистон адабиёти ва санъати». В 1986 году был избран первым секретарем Союза писателей Узбекистана. Одновременно он являлся секретарем Союза писателей СССР. В 1992 году назначен председателям комитета по терминологии при Кабинете Министров Узбекистана. В 1995 году избран первым вице-президентом Ассамблеи культур народов Центральной Азии. Президентом Ассамблеи был избран выдающийся писатель современности Чингиз Айтматов.
Первое крупное произведение писателя — повесть «Ровесники» — была издана в 1951 году.  В течение полувековой творческой деятельности им созданы десятки прозаических произведений, в частности, повести «Две любви», «Мукаддас», «Крылья птицы», «Даврон Газиев — гвардии капитан», «Хрустальные люстры», «Ищу тебя», романы «Нелегко стать мужчиной», «Совесть» (была удостоена премией Союза писателей СССР), «Белые-белые лебеди», «Справедливость». 
Проведение юбилея Улугбека в 1969 году вдохновило писателя на создание исторического романа «Сокровища Улугбека» — о жизни великого  мыслителя, астронома, ученого и правителя XV века, внука великого Тамерлана — над которым он работал с 1970 по 1973 годы.  За этот роман ему была присуждена Государственная премия. Роман переведён на многие языки мира и стран СНГ, издавался на более чем 50 языках мира. Ещё одним известным его произведением  является другой исторический роман «В этом подлунном мире», где действуют два знаменитых мудреца Востока XI века — Бируни (Абу Райхан Беруни) и Авиценна (Абу Али Ибн Сина).
Наряду с художественной прозой, успешно работал в жанрах драматургии и публицистики. Его публицистические статьи печатались в центральных изданиях СССР. 
Являлся известным общественным деятелем. Избирался депутатом Верховного Совета Узбекской ССР. В 1989 году был избран Народным депутатом СССР от Союза писателей СССР, наряду с такими известными писателями, как Виктор Астафьев, Юрий Бондарев и др. До конца своей жизни крепко дружил и общался с такими всемирно известными писателями, как Чингиз Айтматов, Абжамил Нурпеисов, Калтай Мухамеджанов, Чабуа Амириджиби, Азиз Несин, а также с поэтами Расулом Гамзатовым, Мустаем Каримом, Мухтаром Шахановым и многими другими писателями и поэтами. Дружил с казахским ученым-тюркологом Кулбека Ергобека. Все они по несколько раз были личными гостями Адыла Якубова.
В 1997 году избран был Академиком Международной академии наук, образования, индустрии и искусств (США, Калифорния).
Скончался 21 декабря 2009 года в Ташкенте, похоронен на Чигатайском кладбище.

## Награды и звания
- медаль «За победу над Японией» (24.04.1946)
- орден Трудового Красного Знамени (1976)
- орден Отечественной войны II степени (11.03.1985)
- орден Трудового Красного Знамени (22.08.1986)
- орден «Дустлик» (1994)[3]
- орден «Эл-юрт хурмати» (1998)[4]
- медаль «Астана» (1998)
- медаль «За трудовое отличие» (18.03.1959)[5]
- Народный писатель Узбекской ССР (1985)
- государственная премия Узбекской ССР имени Хамзы (1977)[6]